# Dyrzela trichoptera
Dyrzela trichoptera är en fjärilsart som beskrevs av Robinson 1975. Dyrzela trichoptera ingår i släktet Dyrzela och familjen nattflyn. Inga underarter finns listade i Catalogue of Life.